# Siedah Garrett
Deborah Christine Garrett, detta Siedah (Los Angeles, 24 giugno 1960), è una cantautrice R&B statunitense.
La sua prima hit di successo è del 1984, cantata in coppia con Dennis Edwards e intitolata Don't Look Any Further.
Nel 1986 partecipa come corista in alcune canzoni dell'album True Blue di Madonna. Successivamente realizza con Michael Jackson il brano I Just Can't Stop Loving You ed è autrice di Man in the Mirror, entrambe presenti nell'album Bad. Qualche tempo dopo incide un album sotto l'ala protettrice del leggendario Quincy Jones e, a metà anni novanta, sostituisce N'Dea Davenport nei Brand New Heavies.

Armand Van Helden ha utilizzato un campione di I want it right now per la sua I want your soul.

Nel 2008 ha partecipato all'album di Sérgio Mendes Encanto, nel brano Funky Bahia (insieme a will.i.am), estratto in seguito come singolo.

Nel 2012 ha pubblicato il singolo Keep on Lovin' You e ha partecipato nella canzone "L.O.V.E (Let One Voice Emerge)", insieme ad altre cantanti. L.O.V.E. è un singolo a difesa delle donne.

## Biografia
Si esibì con "One man woman" ai Grammy Award.
Nel 1982 si unì al gruppo Plush. Il loro omonimo album venne pubblicato nel 1982 dalla RCA Records.

I suoi successi furono "Don't Look Any Further" (nel 1984 insieme a Dennis Edwards), "Do You Want It Right Now?" (nel 1985, colonna sonora del film "Fast Forward"), "Everchanging Times" (nel 1987, colonna sonora del film "Baby Boom") e "K.I.S.S.I.N.G" (nel 1988). Quest'ultimo arrivò alla prima posizione della classifica Hot Dance Music/Club Play.

Nel 1987 partecipò in alcune canzoni dell'album "Bad" di Michael Jackson. Cantò nel duetto
I Just Can't Stop Loving You e scrisse "Man in the Mirror" insieme a Glen Ballard. L'associazione con Jackson le permise di cantare in diversi album di Quincy Jones tra gli anni ottanta e novanta, scrivendo canzoni di successo come  "Tomorrow (A Better You, Better Me)", "Back On The Block" e "The Secret Garden". 
Nel 1991, divenne ospite dello show "America's Top 10".

Nel 1995 partecipò con Maysa Leak (del gruppo Incognito) alla pubblicazione dell'album di debutto da solista scrivendo "Sexy", in cui cantò nei cori.

Nel 1996 entrò a far parte dei Brand New Heavies, collaborando su un solo album "Shelter" (del 1997). Come parte della band, fu una degli autori della loro top 5 "Sometimes" e godette di un piccolo successo con una cover di "You've got a frien". Garrett ha lasciato il gruppo all'inizio del 1998 per concentrarsi sul suo proprio modo di scrivere canzoni.

Nel 2004, Garrett fece parte del "Re-Invention Tour" di Madonna come corista e ballerina. Garrett partecipò nei cori di "True Blue" (1986) e "Who's That Girl" (1987) di Madonna.

Nel 2006 scrisse due canzoni per la colonna sonora di "Dreamgirls". Una delle due (Love You I Do), ricevette una nomination per l'Academy Award del 2007 per migliore canzone originale. Al 50º Grammy Awards Garrett, con Henry Krieger, vinse il Grammy per la migliore canzone colonna sonora per "Love You I Do".
Garrett rappresento gli USA ai giochi olimpici estivi del 2007, cantando "I know I can" e all'Expo (nel 2010) di Shanghai, Cina, cantando "Better City, Better Life" con Jonathan Buck, canzoni che scrisse insieme a Quincy Jones.
Garrett scrisse quattro canzoni per il film "Rio" del 2011, che fece record di incassi, cantando "Funky Monkey".
Nello stesso anno, apparve in American Idol e cantò insieme ai concorrenti. Con Jacob Lusk cantò "Man in the Mirror".

Nuovo singolo di Siedah, "Keep on Lovin' You" ,un tributo a Michael Jackson, è una risposta al loro duetto IJCSLY ed è stato reso disponibile su iTunes dall'11 settembre 2012.

## Discografia

### Album con i Plush
- Plush (RCA, 1982)

### Album da solista
- Kiss Of Life (Qwest, 1988)
- Siedah (Motown, 2004)

### Album con i Brand New Heavies
- Shelter (FFRR, 1997)

### Singoli
- "Don't Look Any Further" (Dennis Edwards featuring Siedah Garrett) (Motown, 1984)
- "Curves" (Qwest, 1985)
- "Do You Want It Right Now" (Qwest, 1985)[1]
- "I Just Can't Stop Loving You" (Michael Jackson featuring Siedah Garrett) (Epic, 1987)
- "Todo Mi Amor Eres Tu" (Michael Jackson featuring Siedah Garrett) (Epic, 1987)
- "Everchanging Times" (Qwest, 1987) - from the movie Baby Boom
- "K.I.S.S.I.N.G." (Qwest, 1988)
- "Refuse To Be Loose" (Qwest, 1988)
- "I Don't Go For That" (Quincy Jones featuring Siedah Garrett) (Qwest / Warner Bros., 1989)
- "I'm Yours" (Quincy Jones featuring El DeBarge and Siedah Garrett) (Qwest / Warner Bros., 1989)
- "Listen Up" (Quincy Jones Featuring Al B Sure, El DeBarge, James Ingram, Karyen White, Ray Charles, Siedah Garrett, Tevin Campbell & The Winans) (Qwest / Warner Bros., 1989)
- "The Places You Find Love" (Quincy Jones featuring Chaka Kahn, Siedah Garrett & Tevin Campbel) (Qwest / Warner Bros., 1990)
- "Rain Down Love" (Freemasons featuring Siedah Garrett) (Loaded, 2007)
- "I Want Your Soul" (Armand Van Helden featuring Siedah Garrett) samples "Do You Want It Right Now" (SPG Records Canada, 2007)
- "Keep on Lovin' You" (Siedah Garrett, 2012)

### Canzoni in cui ha partecipato nei cori
- "Supernatural Love" (Donna Summer, Cats Without Claws) (Warner Bros. / Polygram, 1984)
- "There Goes My Baby" (Donna Summer, Cats Without Claws) (Warner Bros. / Polygram, 1984)
- "Fine Fine Fella (Got To Have You)" (Patti Austin, Patti Austin LP) (Qwest / Warner Bros., 1984)
- "The Collector" (Cerrone EP) (II Discotto Productions, 1985)
- "Baby Love" (Regina single) (Atlantic Records, 1986)
- "Prove Me Right" (Shannon, Love Goes All The Way CD) (Atlantic Records, 1986)
- "Love Goes All The Way" (Shannon, Love Goes All The Way CD) (Atlantic Records, 1986)
- "The Flat Horizon" (Wang Chung, Mosaic CD) (Geffen Records, 1986)
- "This Is This" (Weather Report, This Is This CD) (CBS Records, 1986)
- "Face The Face" (Weather Report, This Is This CD) (CBS Records, 1986)
- "Jungle Stuff" (Weather Report, This Is This CD) (CBS Records, 1986)
- "Papa Don't Preach" (Madonna, True Blue CD) (Sire / WB, 1986)
- "Where's The Party" ((Madonna, True Blue CD) (Sire / WB, 1986)
- "True Blue" ((Madonna, True Blue CD) (Sire / WB, 1986)
- "La Isla Bonita" ((Madonna, True Blue CD) (Sire / WB, 1986)
- "Love Makes The World Go Round" ((Madonna, True Blue CD) (Sire / WB, 1986)
- "What I Like" (Anthony And The Camp, What I Like 12") (WB / Jellybean, 1986)
- "Man in the Mirror" (Michael Jackson, Bad CD) (Epic / MJJ, 1987)
- "Each Time You Break My Heart" (Nick Kamen, Nick Kamen CD) (Sire / WB, 1987)
- "Betcha" (Jon Anderson, In The City Of Angels CD) (CBS Records, 1988)
- "Right Out Of My Head (Boz Scaggs, Other Roads CD) (CBS Records, 1988)
- "Crimes Of Passion" (Boz Scaggs, Other Roads CD) (CBS Records, 1988)
- "The Night Of Van Gogh (Boz Scaggs, Other Roads CD) (CBS Records, 1988)
- "Kiss Me The Way You Did Last Night" (Carpenters, Lovelines CD) (A&M Records, 1989)
- "The Secret Garden" (Quincy Jones featuring Al B. Sure!, El DeBarge, James Ingram and Barry White, Quincy Jones, Back On The Block CD, Qwest/Warner Bros., 1989)
- "Higher Than High" (Tony LeMans, Higher Than High 12") (Paisly Park / WB 1989)
- "The Best Man" (Glenn Medeiros, Glenn Medeiros CD) (MCA Records, 1990)
- "What He Has" (Thelma Houston, Throw You Down CD) (Reprise, 1990)
- "Do You Love As Good As You Look" (Jellybean, Spillin' The Beans CD) (Atlantic, 1991)
- "Tell Me" (Go West, Indian Summer CD) (Crysalis Records UK, 1982)
- "Commitment Of The Heart" (Clive Griffin, Clive Griffin CD) (550 Music / Epic, 1993)
- "I Never Even Told You" (Tia Carrere, Dream CD) (Reprise, 1993)
- "Love Talk To Me" (Cindy Mizelle, Cindy Mizelle CD) (East West Records, 1994)
- "This Too Shall Pass" (Phyllis Hyman, I Refuse To Be Lonely CD) (PIR, 1995)
- "Sexy" (Maysa, Maysa CD) (Blue Thumb Records, 1995)
- "Jook Joint Intro" (Quincy Jones featuring Barry White, Bono, Brandy, Chaka Khan, Charlie Wilson, Gloria Estefan, James Moody, Patti Austin, Ray Charles, Siedah Garrett & Stevie Wonder) (Qwest / Warner Bros., 1995)
- "You Put A Move On My Heart" (Tamia, Tamia CD) (Warner Bros., 1998)
- "What You Give You Get Back" (Scorpions, Eye To Eye) (EastWest Records, 1999)
- "Sweet Freedom" (Michael McDonald, The Voice Of Michael McDonald) (Rhino Records, 2000)
- "I Live For Your Love" (Natalie Cole, Love Songs CD) (Elektra Records, 2001)
- "On The Way to Love" (Patti Austin, On The Way To Love CD) (Warner Bros., 2001)
- "The Game Of Love" (Santana, Shamen CD) (Arista, 2002)
- "Seasons Change" (Anastasia, Anastasia CD) (Epic Records, 2004)
- "Time" (Anastasia, Anastasia CD) (Epic Records, 2004)
- "Are You Man Enough? / Orange Wig Skit" (RuPaul, Red Hot CD) (RuCo Ltd, 2004)
- "Superman" (RuPaul, Red Hot CD) (RuCo Ltd, 2004)
- "A Public Affair" (Jessica Simpson, A Public Affair CD) (Epic, 2006)
- "The Lover In Me" (Jessica Simpson, A Public Affair CD) (Epic, 2006)

## Curiosità
- Ha partecipato come concorrente in "Password Plus" nel 1980, prima di diventare famosa.
- Siedah ha accompagnato Michael nel suo Dangerous World Tour sia duettando con lui in IJCSLY sia cantando nel coro; nella tappa di Buenos Aires, Siedah si esibì con una parrucca bionda.

## Premi e nomination
- Grammy Award 2008 come miglior canzone scritta per un film  - "Love you I do" (da Dreamgirls) - Vinto
- Academy Award come miglior canzone originale - "Love you I do" (2007) - Nomination
- Academy Award come miglior canzone originale - "Real in Rio" (2012) - Nomination